# Xanthoparmelia weberi
Xanthoparmelia weberi är en lavart som först beskrevs av Hale, och fick sitt nu gällande namn av Hale. Xanthoparmelia weberi ingår i släktet Xanthoparmelia och familjen Parmeliaceae.   Inga underarter finns listade i Catalogue of Life.